# Havsmandel
Havsmandel (Philine aperta) är en havslevande snäcka som hör till familjen havsmandelsnäckor. Den lever som andra bakgälade snäckor i havet och saknar yttre skal men har ett tunt inre ovalt skal. Det inre skalet kan hittas friliggande efter att djuret dött.

## Utbredning
Havsmandel förekommer i östra Atlanten, från vattnen utanför Norges kuster till Medelhavet och Sydafrika och i Indiska oceanen och västra Stilla havet. Havsmandeln lever på sandiga bottnar från några få meters djup ner till cirka 500 meters djup.  Den förekommer djupare i tropiska varma hav än i nordliga kalla vatten. 

## Kännetecken
Havsmandeln saknar yttre skal, men har ett tunt inre ovalt skal. Djuret har en kroppslängd på ett par centimeter, upp till omkring 7 centimeter. Det inre skalets längd är ungefär hälften av kroppslängden. Bredden på djurets kropp motsvar också ungefär hälften av kroppslängden. Färgen är vit till gulvitaktig.
Det inre skalet kan hittas friliggande efter att djuret dött. Skalet är mycket tunt och skålformigt med vid öppning, vitaktigt och lite transparent med fin glans.

## Levnadssätt
Havsmandel är rovlevande och livnär sig på små snäckor, musslor och havsborstmaskar som den gräver efter i sanden. Bytena krossas i snäckans mage med hjälp av tre spolformiga plattor i djurets magvägg. Havsmandel äts i sin tur av vissa fiskar, däribland  kolja och plattfiskar. Som ett försök till försvar mot predatorer kan snäckan utsöndra ett avskräckande slem.
Havsmandeln är hermafrodit. Dess äggsamlingarna innehåller tusentals ägg och är fästade vid botten med långa trådar. Äggen kläcks till veligerlarver efter några dagar. Dessa lever ett tag fritt i vattnet (pelagiskt) men senare sjunker de mot botten. De fullvuxna snäckorna är bottenlevande. Livslängden för arten antas vara tre till fyra år.